# Nikolaj Pawlow
Nikolaj Pawlow (bulgarisch Николай Павлов; * 12. November 1987 in Plowdiw) ist ein bulgarischer Fußballspieler.
Der Mittelfeldspieler begann seine Karriere 2006 bei Spartak Plowdiw in der B Grupa. 2007 wechselte er zu Lokomotive Sofia in die A Grupa. Nach dem Qualifikationsspiel zum UEFA-Pokal 2008/09 gegen den FK Borac Čačak im August 2008 wurde er bei der Dopingkontrolle positiv auf die Nandrolon-Abbauprodukte Norandrosteron und Noretiocholanolon getestet und für zwei Jahre gesperrt. 2011 spielte er bei PFC Brestnik 1948 Plowdiw und ging im Sommer zum FC Ljubimez 2007. Im Januar 2013 unterzeichnete er einen Vertrag bei Botew Plowdiw. Schon im August wechselte er aber zum FC Tschernomorez Burgas. Im Januar 2014 ging er zum FC Rakowski 2001.